# Google Guice
Google Guice es un framework de inyección de dependencias que puede ser utilizado en aplicaciones hechas con Java en donde la relación o dependencia entre objetos de negocio necesita ser administrada o mantenida.
Debido a que Guice usa Java en su versión 5.0 o superior, aprovecha los beneficios de Genéricos y Anotaciones permitiendo que el código sea tipado.
Guice utiliza la anotación @Inject para inyectar los beans, a diferencia de 
Spring, que lo hace mediante la anotación @AutoWired o por medio de archivos XML.

## Historia
Creado por Bob Lee de Google y liberado el 8 de marzo de 2007 como código abierto con licencia Apache 2.0.